# Orissa Barta
Orissa Barta (of Odisha Barta) is een Engelstalige online-krant in Odisha (vroeger Orissa). De nieuwssite werd in augustus 2009 opgericht door de journalist Manoj Kant Dash, die eerder het blad Print Media begon en onder meer voor verschillende Odia-televisiekanalen  werkte.